# Adesmia longiseta
Adesmia longiseta är en ärtväxtart som beskrevs av Dc. Adesmia longiseta ingår i släktet Adesmia och familjen ärtväxter. Inga underarter finns listade i Catalogue of Life.